# Lars Klingbeil
Lars Klingbeil (Soltau, 23 de febrero de 1978) es un político alemán y líder del Partido Socialdemócrata junto con Saskia Esken. Klingbeil fue previamente Secretario General del Partido Socialdemócrata desde diciembre de 2017 hasta diciembre de 2021.
Fue miembro del Bundestag durante aproximadamente 9 meses en 2005 y ha sido miembro nuevamente desde las elecciones federales de 2009. Desde 2003 hasta 2007, Klingbeil fue el líder adjunto de los Jusos, el ala juvenil del SPD. Klingbeil es miembro del Círculo de Seeheim, el ala derecha del SPD, que comparte muchas similitudes con el Nuevo laborismo de Tony Blair.

## Biografía
Después de hacer su Abitur en Munster y completar su servicio civil alternativo, en 1999 Klingbeil comenzó a estudiar ciencias políticas en la Universidad de Hannover, se graduó en 2004 con una maestría. De 2001 a 2004 recibió una beca de la Fundación Friedrich Ebert (FES).
Mientras estaba en la universidad, Klingbeil trabajó en las oficinas del distrito electoral del canciller Gerhard Schröder y el diputado Heino Wiese desde 2001 hasta 2003. Después de terminar sus estudios, trabajó como asesor de educación juvenil para el Partido Socialdemócrata en Renania del Norte-Westfalia.
Desde el 24 de enero de 2005 hasta el 18 de octubre de 2005, Klingbeil fue miembro del Bundestag tras la dimisión de Jann-Peter Janssen. Durante estos 9 meses, Klingbeil fue miembro de la Comisión de Asuntos Europeos, de la Comisión de Salud y miembro adjunto de la Comisión de Defensa del Bundestag.
Al dejar el cargo después de las elecciones federales de 2005, Klingbeil trabajó como jefe de gabinete del presidente del Partido Socialdemócrata en Baja Sajonia Garrelt Duin. Además, Klingbeil fue miembro de la Comisión Internacional de liderazgo del SPD desde 2004 hasta 2007, y desde 2006 ha sido el líder adjunto del SPD en el consejo regional de Soltau-Falingbostel.
Klingbeil se presentó a las elecciones federales de 2009 en el distrito electoral Rotenburg I - Soltau Fallingbostel, sin embargo, perdió con el 35,2% de los votos contra el candidato de la CDU, Reinhard Grindel, que había ganado el 40,2% de los votos. Logró ingresar al Bundestag como diputado por la lista de Baja Sajonia.
Klingbeil ha sido miembro del Comité de Defensa desde 2009, además de miembro adjunto del Comité de Asuntos Culturales y Medios de Comunicación. Desde 2013, también ha estado al frente del grupo de parlamentarios del SPD de Baja Sajonia, la segunda mayor delegación dentro del grupo parlamentario del SPD. Además de sus asignaciones en el comité, se desempeñó como vicepresidente del Grupo de Amistad Parlamentario Alemán-Ruso desde 2010 hasta 2013.
Klingbeil logró ganar el distrito electoral de Rotenburg I - Heidekreis en las elecciones de 2017 y 2021.
El 19 de octubre de 2017, el presidente del Partido Socialdemócrata, Martin Schulz, nombró a Klingbeil como Secretario General. Fue confirmado el 8 de diciembre de 2017 con el 70,62% de los votos en la conferencia del SPD en Berlín, sucediendo a Hubertus Heil, que había anunciado su dimisión tras la desastrosa derrota del SPD en las elecciones de 2017. En las negociaciones para formar un cuarto gabinete bajo la canciller Angela Merkel luego de las elecciones, formó parte del equipo de liderazgo de la delegación de su partido. También dirigió el grupo de trabajo sobre política digital, junto con Helge Braun y Dorothee Bär.
En diciembre de 2021, Klingbeil fue elegido copresidente del SPD junto a Saskia Esken.
En mayo de 2025, asumió como vicecanciller de Alemania y ministro federal de Finanzas en el Gabinete Merz, luego de las elecciones federales del mismo año.